# Peter Hyams
Peter Hyams – amerykański scenarzysta, reżyser filmowy, operator i korespondent wojenny. Znany najbardziej z filmów: 2010: Odyseja kosmiczna, Koziorożec 1, Strażnik czasu oraz I stanie się koniec.